# Monaghan United FC
Monaghan United FC este un club de fotbal din Monaghan, Comitatul Monaghan, Irlanda.

## Lotul actual
Din 20 martie 2009.
| Nr. |                   | Poziție | Jucător         |
| --- | ----------------- | ------- | --------------- |
|     | Republica Irlanda | P       | Brendan Kennedy |
|     | Republica Irlanda | P       | Charlie Treacy  |
|     | Republica Irlanda | F       | Paul Whelan     |
|     | Republica Irlanda | F       | Aaron Mooney    |
|     | Republica Irlanda | F       | Aidan Lynch     |
|     | Republica Irlanda | F       | Brian Gartland  |
|     | Republica Irlanda | F       | Niall Flynn     |
|     | Republica Irlanda | F       | Shane Grimes    |
|     | Republica Irlanda | M       | Cathal O'Connor |
|     | Republica Irlanda | M       | Don Tierney     |

| Nr. |                   | Poziție | Jucător         |
| --- | ----------------- | ------- | --------------- |
|     | Republica Irlanda | M       | Keith Pringle   |
|     | Republica Irlanda | M       | Ross Moran      |
|     | Republica Irlanda | M       | Alan Byrne      |
|     | Republica Irlanda | M       | Séan Brennan    |
|     | Republica Irlanda | M       | Steve McCrossan |
|     | Republica Irlanda | A       | Darragh Hanaphy |
|     | Republica Irlanda | A       | David Freeman   |
|     | Republica Irlanda | A       | Karl Bermingham |
|     | Republica Irlanda | A       | Séamus Quigley  |